# Кметове на Ресен
Списък на кметовете на южномакедонския град Ресен, Република Македония.

## Царство България (1915 – 1918)
| Име             | Родно място | Години         |
| --------------- | ----------- | -------------- |
| Михаил Татарчев | Ресен       | ? – 5 юли 1917 |

## Царство България (1941 – 1944)
| Име                    | Родно място | Години                              |
| ---------------------- | ----------- | ----------------------------------- |
| Кръстьо Трайков        | Горно Круше | май 1941 – 8 август 1941            |
| Кирил Христов Ников    |             | 8 август 1941 - 27 февруари 1943    |
| Петър В. Попов         | Шумен       | 27 февруари 1943 - 10 февруари 1944 |
| Борис Атанасов Чакъров | Струга      | 10 февруари 1944 - 9 септември 1944 |

## Федеративна Югославия (1944 – 1992)
Председатели на Ресенска околия (1944 – 1955)
| Име                         | Име                         | Родно място | Години |
| --------------------------- | --------------------------- | ----------- | ------ |
| Кръсте Гещаковски - Ставруш | Крсте Гештаковски - Ставруш | Янковец     |        |
| Панде Толевски              | Панде Толевски              | Покървеник  |        |
| Йовко Йовковски             | Јовко Јовковски             | Любойно     |        |
| Димитраки Теговски          | Димитраки Теговски          | Ресен       |        |

Председатели на Ресенска община (1955 – 1991)
| Име                | Име               | Родно място  | Години |
| ------------------ | ----------------- | ------------ | ------ |
| Лазо Лабачевски    | Лазо Лабачевски   | Кривени      |        |
| Георги Пърцуловски | Ѓорѓи Прцуловски  | Царев двор   |        |
| Кръсте Секуловски  | Крсте Секуловски  | Кривени      |        |
| Траян Пецалевски   | Трајан Пецалевски | Сопотско     |        |
| Панде Поповски     | Панде Поповски    | Горно Дупени |        |
| Живко Ефтимовски   | Живко Ефтимовски  | Лескоец      |        |
| Пеце Йовановски    | Пеце Јовановски   | Круше        |        |

## Република Македония (от 1991)
Председатели на Ресенска община
| Име                | Име                | Родно място | Години               | Партия       |
| ------------------ | ------------------ | ----------- | -------------------- | ------------ |
| Иван Табаковски    | Иван Табаковски    | Ресен       |                      |              |
| Арсе Гошаревски    | Арсе Гошаревски    | Дърмени     |                      |              |
| Димко Тосковски    | Димко Тосковски    | Лева река   |                      |              |
| Димитър Бузлевски  | Димитар Бузлевски  | Янковец     | 2005 - 2009          | СДСМ         |
| Михаил Волкановски | Михаил Волкановски | Ресен       | 2009 - 11 април 2013 | ВМРО - ДМПНЕ |
| Гьоко Стрезовски   | Ѓоко Стрезовски    | Ресен       | 11 април 2013 -      | ВМРО - ДМПНЕ |